# Jigdo
Jigdo (Kofferwort aus Jigsaw und download) ist ein Downloadprogramm, das alle für ein ISO-Abbild benötigten Dateien herunterlädt, um daraus ein ISO-Abbild zu erstellen. Ursprünglich für Debian entwickelt, ist es mittlerweile auch für Ubuntu, Fedora, Solaris, und FreeBSD verfügbar. Für Debian soll es in der Zukunft die Haupt-Art des Verteilens von Debian-CD-Abbildern werden.
Durch diese Vorgehensweise, die benötigten Dateien einzeln herunterzuladen, anstatt einer großen ISO-Datei, werden die Server weniger belastet. Gerade in Spitzenzeiten, wenn z. B. eine neue Distribution erscheint, wird so eine erhöhte Downloadrate erreicht.
Eine weitere interessante Eigenschaft ist die Möglichkeit, eine alte ISO-Datei zu aktualisieren. Dazu wird die alte Datei gemountet und als Quelle benutzt. Jigdo holt sich die Dateien, die noch aktuell sind, von der alten ISO-Datei und lädt nur neue Dateien herunter und erstellt mit diesen neuen und alten Dateien eine neue ISO-Datei.